# ازدواج در پاریس
ازدواج در پاریس (ایتالیایی: Matrimonio a Parigi) یک فیلم کمدی ایتالیایی است که در سال ۲۰۱۱ منتشر شد. از بازیگران آن می‌توان به پائولو میناچونی، ماسیمو چکرینی، ماسیمو مارینو، دیانا دل بوفالو و روکو سیفردی اشاره کرد.